# Noachien

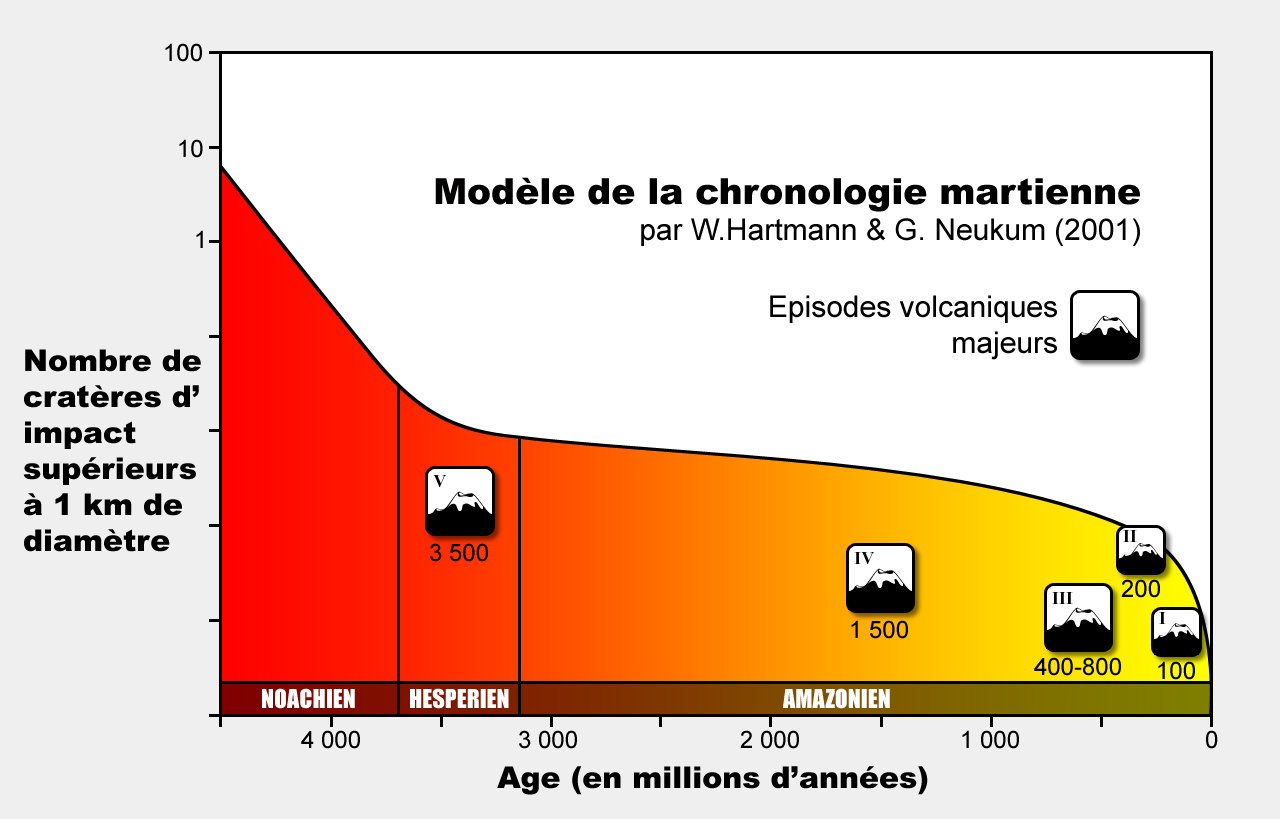
Époques géologiques de la planète Mars selon l'échelle de Hartmann & Neukum, le Noachien correspondant aux dates antérieures à 3.7 milliards d'années avant le présent.

Le Noachien est la première des trois époques (ou le premier éon) de la géologie martienne — la suivante est l'Hespérien, caractérisée par une intense activité volcanique. Les terrains noachiens sont caractérisés par leur forte cratérisation et, notamment, l'abondance de grands cratères d'impact de plusieurs dizaines, voire centaines de kilomètres de diamètre, ainsi que par la présence de bassins d'impact de plusieurs milliers de kilomètres de diamètre. Sur l'échelle des temps géologiques martiens, le Noachien date de plus de 3,7 milliards d'années selon l'échelle de Hartmann & Neukum, ou de plus de 3,5 milliards d'années selon l'échelle de Hartmann standard.

## Géographie et morphologie
Les terrains du Noachien sont situés essentiellement dans l'hémisphère sud, souvent à une altitude de quelques kilomètres par rapport au niveau de référence martien, comme c'est le cas pour Terra Sabaea, Tyrrhena Terra, Promethei Terra, Terra Cimmeria, Terra Sirenum, Aonia Terra et, enfin, Noachis Terra, qui a donné son nom à l'éon ; ceux qui sont situés dans les régions équatoriales ou qui débordent dans l'hémisphère nord ont une altitude plus modérée et localement nulle, comme c'est le cas pour Tempe Terra, Xanthe Terra, Margaritifer Terra et surtout Arabia Terra.
On repère ces terrains à la présence de grands cratères à fond plat et aux reliefs émoussés, à la morphologie très différente des cratères amazoniens, qui sont assez petits, plus creux et aux reliefs biens marqués, en forme de bol ou comportant un pic central. Mais la particularité distinctive du Noachien par rapport aux autres éons martiens est l'omniprésence des traces d'eau liquide, qu'il s'agisse de sédiments dans les cratères témoignant de la présence de lacs, ou encore de vallées serpentant entre ces cratères en matérialisant d'anciens lits de cours d'eau aujourd'hui asséchés.
Les grands bassins d'impacts de la planète se seraient tous formés à la fin du Noachien, mais seuls ceux de l'hémisphère sud ont conservé des sols datant de cette époque. C'est notamment le cas d'Hellas Planitia et d'Argyre Planitia, toutefois largement altérés à l'Hespérien, ainsi que du socle de Mare Australe, recouvert d'une épaisse couche de dépôts éoliens bien plus récents. Les bassins de l'hémisphère nord, en revanche, ont été recouverts de matériaux amazoniens qui ont effacé l'essentiel des traces des structures d'impact antérieures, lesquelles ne demeurent perceptibles qu'à travers leur configuration circulaire, comme Isidis Planitia, ou les deux dépressions localisées au sein de Vastitas Borealis identifiant Utopia Planitia et le Bassin boréal parmi des étendues uniformément planes constituées de terrains récents.

## Échelle des temps géologiques martiens
La datation des événements géologiques martiens est une question non résolue à ce jour. Deux échelles des temps géologiques martiens sont actuellement utilisées, qui diffèrent l'une de l'autre de près d'un milliard et demi d'années. L'échelle de Hartmann « standard », élaborée dans les années 1970 par l'astronome américain William Hartmann à partir de la densité et de la morphologie des cratères d'impact sur les sols martiens, conduit à des datations sensiblement plus récentes que l'échelle de Hartmann & Neukum, élaborée parallèlement par le planétologue allemand Gerhard Neukum à partir des observations fines de la caméra HRSC (dates en millions d'années) :
Cette seconde échelle est plus en phase avec le système stratigraphique proposé notamment par l'équipe de l'astrophysicien français Jean-Pierre Bibring de l'IAS à Orsay à partir des informations recueillies par l'instrument OMEGA de la sonde européenne Mars Express,, introduisant le terme « Phyllosien » pour définir le premier éon martien, à partir de terrains où dominent les phyllosilicates. La chronostratigraphie correspondante serait la suivante, dans laquelle le Phyllosien correspond aux époques antérieures à 4,2 milliards d'années, avec un ajustement supplémentaire de la définition des époques géologiques martiennes:
La discontinuité entre Phyllosien et Theiikien matérialiserait une transition catastrophique entre ces deux éons soulignée par le concept de « grand bombardement tardif » — LHB en anglais — qui aurait frappé le système solaire intérieur entre 4,1 et 3,8 milliards d'années avant le présent selon les estimations provenant d'échantillons lunaires et d'études fondées sur la surface de la planète Mercure. Mars étant à la fois plus proche que la Terre de la ceinture d'astéroïdes et dix fois moins massive que notre planète, ces impacts auraient été plus fréquents et plus catastrophiques sur la planète rouge, peut-être même à l'origine de la disparition de son champ magnétique global.

## Mars au Noachien
Quel que soit le nom qu'on lui donne — Noachien ou Phyllosien — le premier éon martien serait celui qui aurait connu les conditions permettant l'existence de l'eau liquide à la surface de la planète, eau à l'origine des phyllosilicates — dont font partie les argiles — caractéristiques de cette époque. Ces minéraux s'observent eux-mêmes formant diverses phases avec des zéolites ou de dépôts de sulfates ou de chlorures, comme dans la région de Terra Sirenum. Des sulfates hydratés ont également été observés dans d'autres régions, révélant l'existence passée d'environnements humides très divers à la surface de la planète.

### Formation de la planète

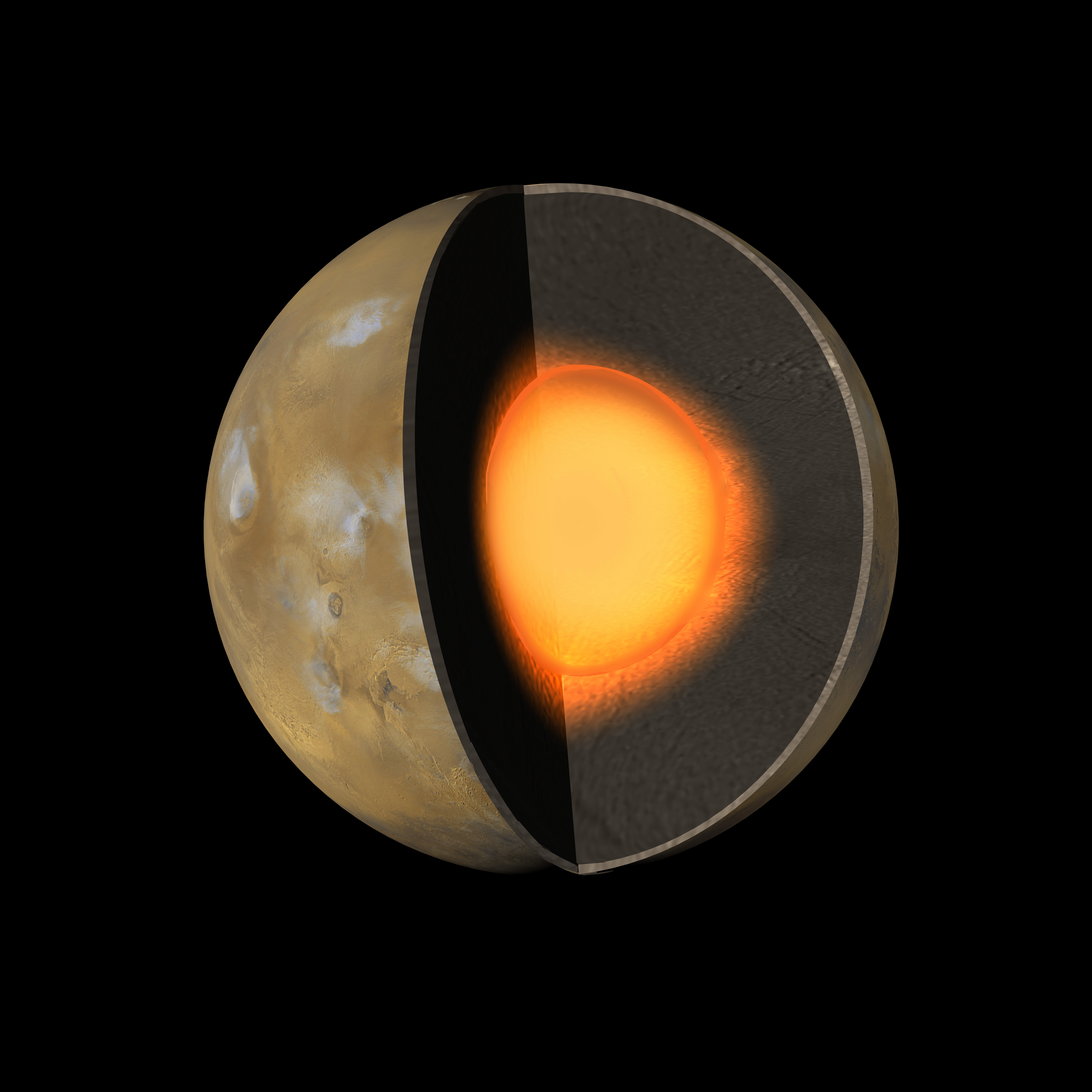
Coupe schématique de Mars.

Mars se serait formée, comme toutes les autres planètes du système solaire, il y a environ 4,6 milliards d'années, selon un processus d'accrétion gravitationnelle de planétésimaux résultant de la condensation de la nébuleuse solaire. Étant située en deçà de la limite des 4 UA du Soleil, au-delà de laquelle peuvent se condenser les composés volatils tels que l'eau H2O, le méthane CH4 ou encore l'ammoniac NH3, Mars s'est formée à partir de planétésimaux essentiellement ferreux et silicatés, mais avec une teneur en soufre bien plus élevée que la Terre, comme l'ont révélé d'intéressantes mesures réalisées par Mars Global Surveyor.
Le soufre modifie sensiblement les propriétés physiques des minéraux et des métaux chauffés sous les très fortes pressions qui règnent à l'intérieur d'une planète tellurique venant de se former. En effet, il se combine au fer du matériau mantellique en une réaction endothermique donnant des sulfures de fer qui :
1. Abaissent la température de fusion du mélange ;
2. Séparent chimiquement le fer du mélange de silicates en fusion ;
3. Entrainent rapidement le fer vers le bas pour constituer un noyau liquide de fer allié au soufre.

Le fait que le noyau de Mars soit encore essentiellement liquide, comme établi par MGS, indique une teneur en éléments légers de l'ordre de 14 à 17 %, essentiellement du soufre, correspondant à une concentration en éléments légers double de celle du noyau terrestre. Le noyau martien aurait un rayon compris entre 1 300 et 2 000 km, valeurs déduites d'une estimation du moment d'inertie de la planète par la mission Mars Pathfinder, la valeur généralement retenue étant un rayon d'environ 1 480 km. La teneur élevée en soufre des matériaux constituant la planète Mars est une donnée essentielle pour en comprendre la dynamique interne, et notamment l'étonnante fluidité des laves martiennes révélée par la morphologie des volcans martiens et la topographie des régions volcaniques.

### Prévalence de l'eau sur Mars

#### Indications d'une hydrosphère martienne
L'omniprésence de lits de cours d'eau asséchés serpentant sur les sols noachiens et hespériens témoigne de la présence d'eau liquide sur de vastes étendues de la surface martienne jusqu'à environ 3,6 milliards d'années avant le présent. Des formations géologiques très explicites, telles que des deltas, comme ceux du cratère Jezero ou du cratère Eberswalde, sont également observables. La preuve formelle d'un passé humide sur Mars a été apportée par la caractérisation in situ d'une roche martienne de Meridiani Planum, par le rover Opportunity, de jarosite, un sulfate hydraté de fer de formule NaFe(III)3(OH)6(SO4)2 qui se forme à partir de roches volcaniques en présence de solution aqueuse d'acide sulfurique H2SO4, résultat d'autant plus intéressant que ces solutions sont connues pour avoir un très bas point de congélation — l'eutectique du mélange H2SO4·2H2O – H2SO4·3H2O gèle un peu en dessous de −20 °C et celui du mélange H2SO4·6,5H2O – H2O gèle autour de 210 K, température légèrement inférieure à −60 °C, qui est la température moyenne sur Mars.
Un faisceau d'éléments convergents vient renforcer ce premier résultat. Ainsi, la présence significative de phyllosilicates détectés par l'instrument OMEGA de la sonde Mars Express est également un fort indicateur de la présence passée d'eau liquide,,. Des études plus fines réalisées in situ par les deux Mars Exploration Rovers Spirit et Opportunity respectivement dans le cratère Gusev, au sud d'Apollinaris Patera, et sur Meridiani Planum, suggèrent même l'existence passée d'une hydrosphère suffisamment importante pour avoir pu homogénéiser le taux de phosphore des minéraux analysés sur ces deux sites situés de part et d'autre de la planète. Une approche différente, fondée sur la cartographie de l'abondance du thorium, du potassium et du chlore à la surface de Mars par le spectromètre gamma (GRS) de la sonde Mars Odyssey, aboutit au même résultat.

#### Hypothèse de l'océan boréal

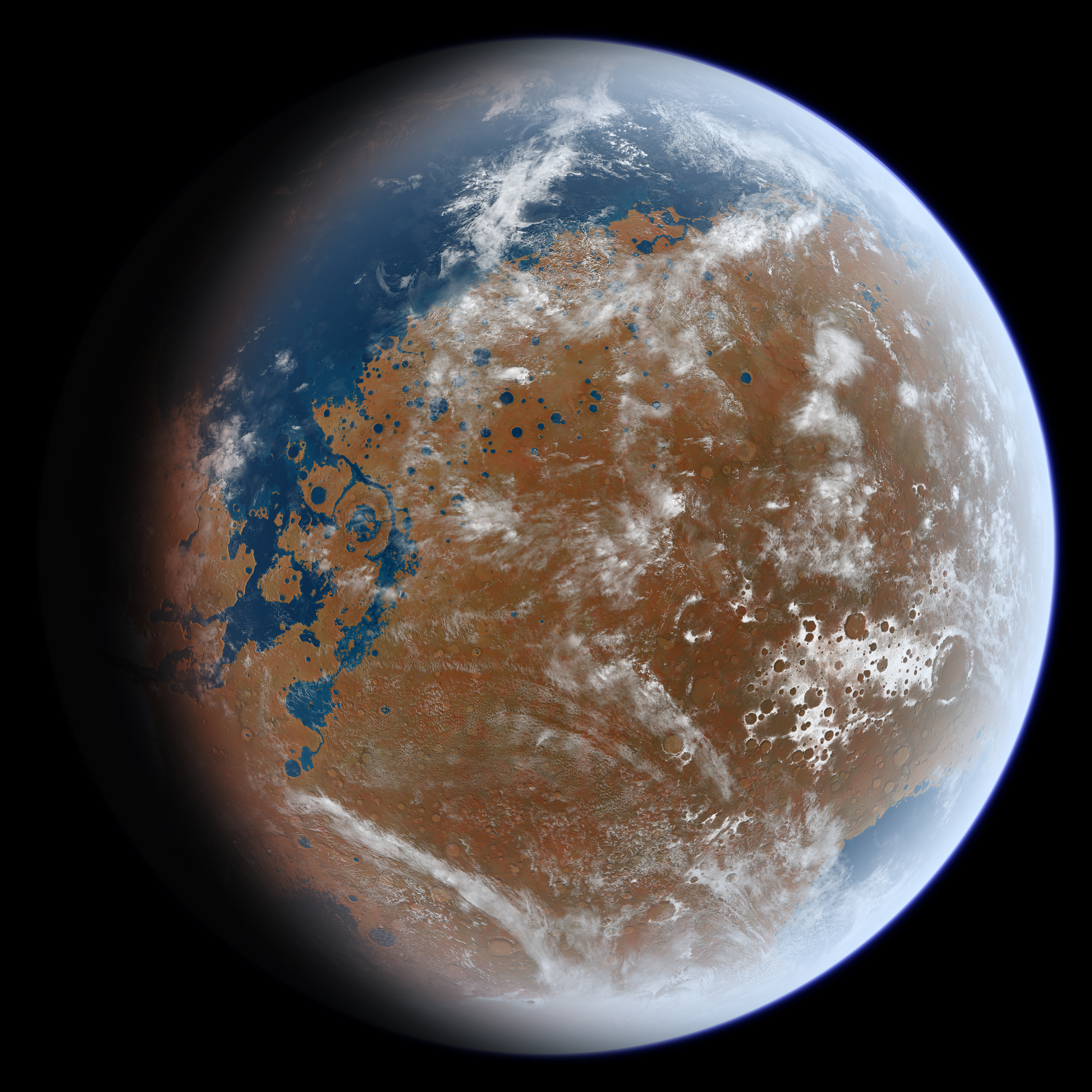
Vue calculée de la planète Mars pourvue d'une hydrosphère, il y a environ 4 milliards d'années.

Par ailleurs, l'étude détaillée des traces laissées dans le paysage martien par de supposés cours d'eau et étendues liquides a conduit à proposer l'existence d'un véritable océan couvrant près du tiers de la surface de la planète au niveau de l'actuel Vastitas Borealis. Dans un article de 1991 devenu classique, Baker et al. allaient jusqu'à identifier certaines structures aux traces d'un ancien rivage. Les lignes côtières ainsi identifiées se trouvaient de surcroît correspondre aux courbes d'altitude constante corrigées des déformations ultérieures déduites du volcanisme et d'estimations quant au changement d'axe de rotation de la planète. D'autres théories ont cependant été proposées pour rendre compte de ces observations, notamment en se fondant sur la possible origine volcanique des structures ainsi interprétées.
L'hypothèse d'un océan boréal présente toutefois l'avantage d'expliquer une observation frappante : la densité et la taille des formations identifiées comme des lits de cours d'eau asséchés décroît sensiblement du nord au sud de la planète ; elle est maximale le long de l'hypothétique « rivage » de ce non moins hypothétique océan, avec d'impressionnantes vallées atteignant parfois 25 km de large, et devient pratiquement nulle aux environs des régions polaires australes, où les vallées sont également à peine perceptibles. Ceci serait cohérent avec l'hypothèse de l'hydrosphère concentrée dans l'hémisphère nord, autour de l'océan boréal, laissant les terres émergées de l'hémisphère sud de plus en plus arides à mesure qu'on s'éloigne des côtes.

### Atmosphère primordiale et disparition progressive
Selon nos connaissances actuelles,, lors de sa formation il y a environ 4,6 milliards d'années, la planète Mars devait être entourée d'une atmosphère principalement constituée de vapeur d'eau H2O libérée lors de l'agglomération des planétésimaux, ainsi que de dioxyde de carbone CO2, d'azote N2, de dioxyde de soufre SO2 et peut-être d'assez grandes quantités de méthane CH4. Une fois suffisamment refroidie, il y a environ 4,5 à 4,4 milliards d'années, la surface solide de la planète dut recevoir en pluie la vapeur d'eau condensée, qui réagit avec le fer contenu dans les minéraux chauffés pour l'oxyder en libérant de l'hydrogène H2, lequel, trop léger pour s'accumuler dans l'atmosphère, s'échappa dans l'espace. Ne demeurèrent donc plus que le CO2, le N2 et le SO2 comme constituants majoritaires de l'atmosphère martienne primitive, avec une pression atmosphérique totale alors plusieurs centaines de fois supérieure à ce qu'elle est aujourd'hui — la pression standard actuelle est de 610 Pa.
Cette atmosphère, qui devait permettre un effet de serre significatif maintenant des températures relativement élevées à la surface de Mars, aurait cependant rapidement commencé à s'évanouir dans l'espace en raison de trois facteurs principaux :
1. La ventilation sous l'effet des impacts météoritiques de gros astéroïdes ;
2. La précipitation, sous forme de carbonates et de sulfates, du CO2 et du SO2 dissous dans l'eau au contact des surfaces rocheuses ;
3. L'érosion de la haute atmosphère sous l'effet du vent solaire une fois sa magnétosphère disparue.

#### Effet de serre
Le Soleil aurait été moins puissant qu'aujourd'hui aux débuts de son existence : peut-être un quart, voire un tiers moins puissant. La présence avérée d'eau liquide à la surface de Mars à cette époque indique par conséquent qu'un effet de serre significatif devait alors exister. Le dioxyde de carbone est un gaz à effet de serre, et les simulations montrent qu'une pression partielle de 150 kPa de CO2 aurait permis d'avoir une température moyenne au sol égale à celle d'aujourd'hui, soit −60 °C. Le renforcement de cet effet de serre aurait pu provenir de plusieurs facteurs complémentaires :
- la condensation du CO2 en nuages réfléchissants dans le domaine de l'infrarouge aurait contribué à renvoyer au sol le rayonnement thermique qu'il émet, de façon encore plus efficace que ne le font les nuages terrestres, constitués d'eau ;
- la présence en haute altitude de SO2 très absorbant dans le domaine de l'ultraviolet aurait contribué à réchauffer la haute atmosphère, comme le fait la couche d'ozone sur Terre ;
- le rôle de l'eau et du méthane (le CH4 génère un effet de serre vingt fois plus puissant que celui du CO2) n'est peut-être pas non plus à négliger.

#### Ventilation par les impacts météoritiques
L'eau, le CO2 et l'azote ont été, en tant que constituants majeurs de l'atmosphère primitive de Mars, massivement soufflés dans l'espace par les impacts météoritiques à la fois nombreux et catastrophiques qui ont prévalu pendant tout le Noachien, jusqu'à l'épisode final du « grand bombardement tardif » survenu entre 4,1 et 3,8 milliards d'années avant le présent. Ceci peut se déduire de l'abondance naturelle de l'isotope radiogénique 129Xe du xénon, qui dérive de l'iode 129 par une désintégration β− avec une période radioactive de 15,7 millions d'années :
{\displaystyle \mathrm {^{129}_{\ 53}I\ {\xrightarrow[{15\ 700\ 000\ ans}]{\beta ^{-}\ 194\ keV}}\ _{\ 54}^{129}Xe} }
Dans l'atmosphère de Mars, l'abondance relative du xénon 129 par rapport aux autres isotopes du xénon est plus élevée que ce qu'elle est sur Terre et dans le Soleil. Or cet isotope provient de la désintégration radioactive de l'iode 129 contenu dans les roches de la planète : le fait que sa concentration soit plus élevée dans l'atmosphère de Mars que dans l'atmosphère de la Terre, alors que les deux planètes devaient avoir des compositions initiales à peu près similaires, indique que l'atmosphère martienne avait perdu l'essentiel de sa masse avant son enrichissement en 129Xe.

#### Précipitation de sulfates en compétition avec les carbonates
Une atmosphère riche en CO2 en présence d'importantes quantités d'eau liquide aurait dû conduire à la formation de grandes quantités de carbonates, tels que le calcaire CaCO3, la magnésite MgCO3 ou la sidérite FeCO3, selon des réactions similaires à celle donnant, par exemple, de la magnésite à partir d'une olivine (Mg,Fe)2SiO4 essentiellement magnésienne :
Mg2SiO4 + CO2 → 2 MgCO3 + SiO2.
Or ces minéraux demeurent difficiles à trouver sur Mars. En revanche, les sulfates semblent, au contraire, particulièrement abondants,. Ces deux observations sont en fait cohérentes : la formation des carbonates est inhibée par l'acidité que la présence de sulfates laisse supposer et la libération continue de SO2 par l'activité volcanique à l'Hespérien aurait déplacé le CO2 des carbonates qui auraient pu s'être formés au Noachien pour les remplacer par des sulfates, comme cela se produit par exemple à pH faible avec le magnésium :
MgCO3 + H2SO4 → MgSO4 + H2O + CO2.
La formation de H2SO4 par oxydation en SO3 du SO2 dissous dans les nuages est un phénomène bien connu depuis l'étude des pluies acides sur Terre, réaction sans doute favorisée sur Mars par la photolyse à haute altitude des molécules d'eau sous l'action du rayonnement ultraviolet du Soleil, qui libère notamment des radicaux hydroxyle HO• et produit du peroxyde d'hydrogène H2O2, un oxydant fort. La comparaison avec l'atmosphère de Vénus, qui possède des nuages d'acide sulfurique, souligne également le rôle de la dissociation photochimique du dioxyde de carbone par les ultraviolets de moins de 169 nm pour initier l'oxydation du dioxyde de soufre :
CO2 + hν → CO + O
SO2 + O → SO3
SO3 + H2O → H2SO4

#### Érosion sous l'action du vent solaire
Le champ magnétique du vent solaire a la propriété d'accélérer les ions de la haute atmosphère et de les renvoyer vers celle-ci à grande vitesse, ce qui provoque l'expulsion vers l'espace d'un ou plusieurs atomes de cette atmosphère lors de chaque collision. Sur une période de temps suffisamment longue, ceci peut entraîner la dispersion dans l'espace d'une fraction significative de la masse atmosphérique. Ainsi, avec l'hypothèse d'une érosion modérée sur 3,5 milliards d'années, on explique aisément la perte de 100 kPa de pression partielle de CO2, d'autres modèles allant jusqu'à des valeurs extrêmes cinq fois supérieures — mais on sait aujourd'hui qu'une pression partielle supérieure à 150 kPa de dioxyde de carbone aurait conduit à la condensation du CO2 dans les conditions de température martiennes de l'époque.

### Champ magnétique global et tectonique

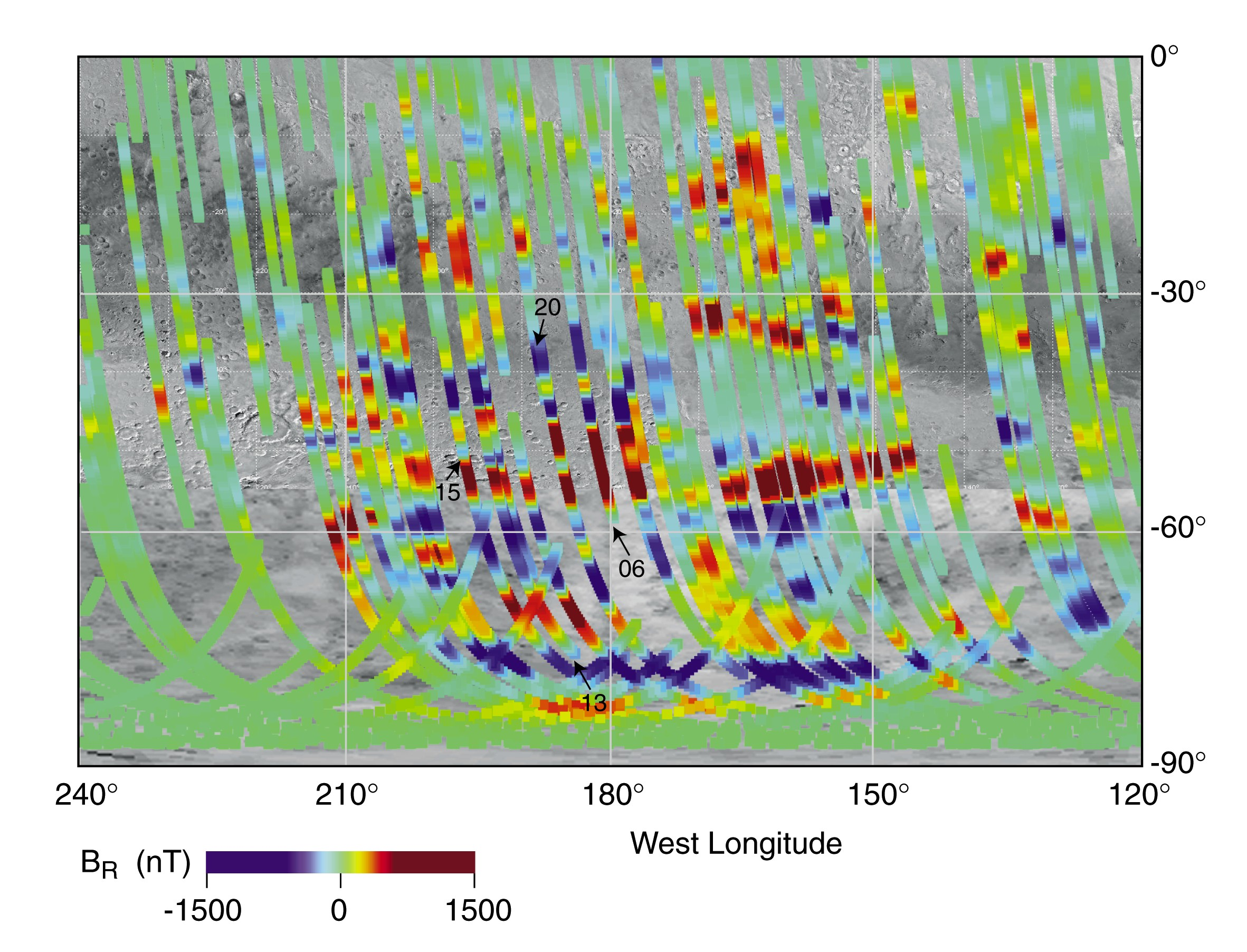
Paléomagnétisme des régions de Terra Cimmeria et Terra Sirenum observé par Mars Global Surveyor en 1998.

L'atmosphère martienne aurait été protégée, au début de l'existence de la planète, par la magnétosphère induite par le champ magnétique global généré par effet dynamo dû, pense-t-on, aux mouvements de convection dans le noyau, à la fois liquide et conducteur, de Mars. Ce champ magnétique a été mis en évidence à travers la magnétisation rémanente — parfois supérieure à celle de l'écorce terrestre — des terrains les plus anciens de la planète relevée en 1998 par Mars Global Surveyor au-dessus de l'hémisphère sud, et notamment dans la région de Terra Cimmeria et Terra Sirenum. En revanche, l'absence de paléomagnétisme significatif au-dessus des bassins d'Hellas et d'Argyre plaide pour la disparition précoce de ce champ magnétique global, qui devait déjà avoir cessé d'exister il y a 3,5 milliards d'années, et sans doute même il y a déjà 4 milliards d'années, lors de l'hypothétique grand bombardement tardif.
Il n'est cependant pas absolument certain que l'absence de paléomagnétisme au-dessus d'une structure d'impact puisse être interprétée comme la preuve de l'absence de champ magnétique global au moment de cet impact. En effet, l'étude des roches du dôme de Vredefort, le plus grand et le second plus ancien cratère d'impact identifié de façon certaine sur Terre, montre que celles-ci sont plus fortement magnétisées que partout ailleurs sur notre planète, mais semblent s'être refroidies trop rapidement pour que la direction de la magnétisation des différentes phases solides qui les constituent ait eu le temps de s'aligner sur le champ magnétique terrestre ; il en découle que ces directions sont aléatoires et que la magnétisation des grains de magnétite s'annule globalement. Ainsi, le magnétisme rémanent mesuré au-dessus de l'impact est très inférieur à celui du reste de la région ; c'est également ce qui a été observé au-dessus des grands bassins d'impact martiens, qui pourraient donc en fait être constitués de matériaux très fortement magnétisés, mais dans des directions aléatoires. La mesure dans laquelle cette observation pourrait s'appliquer aux bassins d'impact martiens est cependant discutée.
Mars aurait également pu connaitre, à cette époque, un début de tectonique similaire à celle de la Terre, comme pourrait le laisser penser la magnétisation structurée en bandes parallèles de polarité opposée relevée en plusieurs endroits de la surface martienne, qui révéleraient également que le champ magnétique martien aurait connu des inversions de polarité, comme le champ magnétique terrestre. Des formations topographiques d'origine tectonique ont également été mises en évidence, notamment par la sonde européenne Mars Express. La présence d'une hydrosphère martienne au Noachien pourrait avoir favorisé cette tectonique en « lubrifiant » les matériaux de l'écorce, jouant en cela un rôle similaire à l'eau terrestre ; l'absence d'eau sur Vénus est a contrario souvent avancée pour y expliquer l'absence de tectonique.

### Impacts d'astéroïdes
Le Noachien sur Mars correspond à une période d'intense bombardement météoritique dont on retrouve les traces à travers tout le système solaire, qu'il s'agisse des astres intérieurs tels que Mercure ou la Lune, ou des satellites des planètes extérieures. Mars étant à la fois plus proche que la Terre de la ceinture d'astéroïdes et dix fois moins massive que notre planète, ces impacts auraient été plus fréquents et plus catastrophiques sur la planète rouge, soufflant une partie importante de l'atmosphère de Mars dans l'espace et peut-être également à l'origine de la disparition de son champ magnétique global en réchauffant le manteau au point d'annuler le gradient thermique à l'origine des mouvements de convection au sein de la phase liquide du noyau, supposés être à l'origine du champ magnétique global d'une planète par effet dynamo.
Tous les bassins d'impact martiens se seraient formés au Noachien, bien que constitués en surface de terrains géologiquement plus récents,, : le Bassin boréal, Utopia Planitia, Hellas Planitia, Argyre Planitia, Isidis Planitia et Chryse Planitia seraient ainsi autant de traces d'impacts d'astéroïdes, parfois gigantesques, survenus au plus tard à la fin du grand bombardement tardif, il y a environ 3,8 milliards d'années — le Bassin Caloris, sur Mercure, et Mare Imbrium (la « Mer des Pluies »), sur la Lune, sont également datés de cette époque, qui correspond, pour la Lune, au Nectarien et à l'Imbrien inférieur. Il est possible que les satellites Phobos et Deimos aient un rapport avec cet épisode, comme astéroïdes incidents capturés par Mars — mais il resterait alors à expliquer leur orbite quasi circulaire avec une inclinaison très faible sur l'équateur martien — ou comme agglomérats de matériaux projetés dans l'espace et satellisés à la suite de collisions avec des impacteurs de taille suffisante, le premier en deçà et le second au-delà de l'orbite synchrone de Mars, qui correspond à une altitude de 17 000 km au-dessus de la surface.

### Volcanisme
Le Noachien ne semble pas avoir été dominé par le volcanisme et la plupart des volcans martiens sont a priori postérieurs à cet éon. Quelques structures volcaniques font cependant exception, notamment Alba Mons au nord-ouest du renflement de Tharsis, dont la principale phase d'activité se situerait plutôt dans la seconde moitié de l'Hespérien jusqu'au début de l'Amazonien mais qui pourrait être apparu, compte tenu de sa taille et de la nature singulièrement fluide de ses laves, dès la fin du Noachien ; le fait qu'il se trouve exactement aux antipodes du bassin d'impact d'Hellas Planitia indique peut-être un lien entre ces deux structures. La même remarque s'applique également au possible point chaud à l'origine d'Hecates Tholus et d'Elysium Mons, proche des antipodes d'Argyre Planitia, et à Tyrrhena Patera dans Hesperia Planum, voisine des antipodes de Chryse Planitia : si les terrains de ces régions sont géologiquement postérieurs au Noachien, leur apparition remonte vraisemblablement à cet éon.
D'une manière générale, l’activité volcanique hespérienne pourrait avoir été initiée par les impacts météoritiques noachiens, dont on peut raisonnablement supposer qu'ils ont injecté dans la planète une quantité d'énergie thermique suffisante pour accroître significativement son activité interne. Il est ainsi remarquable que toutes les régions volcaniques martiennes jouxtent au moins un bassin d'impact.

## Éventualité d'une abiogenèse
Les conditions martiennes du Noachien auraient peut-être pu permettre l'émergence de formes de vie sur Mars comme cela s'est passé sur Terre : outre la présence d'eau liquide et l'effet de serre qui aurait pu maintenir une température suffisamment élevée, l'abondance des argiles permet d'envisager des scénarios d'apparition de la vie élaborés dans le cadre de certaines des (nombreuses) théories d'abiogenèse, tandis que d'autres théories (par exemple celle conçue à la fin du XXe siècle par Günter Wächtershäuser,,,) envisagent l'abiogenèse terrestre dans des sources hydrothermales riches en sulfure de fer(II), un environnement également susceptible d'avoir existé sur Mars au Noachien. Ces conditions seraient cependant rapidement devenues nettement moins favorables à l'éon suivant, l'Hespérien, qui aurait débuté au plus tard il y a 3,5 milliards d'années : dominé par la chimie du soufre, il s'est certainement traduit par un abaissement significatif du pH de l'eau martienne sous l'effet de pluies d'acide sulfurique H2SO4, qui auraient eu accessoirement pour conséquence de permettre l'existence d'eau liquide à des températures sensiblement inférieures à 0 °C.
Or les plus anciennes traces de « vie » détectées sur notre planète ne remontent pas au-delà de 3,85 milliards d'années pour la plus reculée de toutes les dates publiées (autour de la limite conventionnelle entre l'Hadéen et l'Archéen), soit 700 millions d'années après la formation de la Terre, c'est-à-dire presque autant que la durée totale du premier éon martien dans l'hypothèse la plus favorable, comme le rappelle la chronologie ci-dessous des éons terrestres comparée à l'échelle de Hartmann standard et à l'échelle de Hartmann & Neukum :
Dans ces conditions, si un processus d'abiogenèse avait pu aboutir sur Mars au Noachien, il aurait conduit à des formes de vie qui auraient eu très peu de temps pour évoluer avant les bouleversements de l'Hespérien, à une époque — autour de 4 à 3,8 milliards d'années avant le présent — marquée par les impacts d'astéroïdes du grand bombardement tardif.
À titre de comparaison, la photosynthèse ne serait pas apparue sur Terre avant 3 milliards d'années, voire seulement 2,8 milliards d'années,, tandis que les plus anciennes cellules eucaryotes ne remonteraient pas au-delà de 2,1 milliards d'années, et la reproduction sexuée de 1,2 milliard d'années.